# Tsarafidynia perpusilla
Tsarafidynia perpusilla là một loài bướm đêm thuộc phân họ Arctiinae, họ Erebidae.